# Jayne Ashton
Pour les articles homonymes, voir Ashton.
Jayne Ashton, née le 31 août 1957 à Birmingham, est une joueuse professionnelle de squash représentant l'Angleterre. Elle est championne du monde par équipes en 1979.

## Biographie
Elle remporte à quatre reprises le British Junior Open moins de 19 ans  de 1973 à 1976, officieux championnat du monde pour les juniors. En 1979 avec Angela Smith, Sue Newman, Barbara Wall et Lyle Hubinger, elle forme le WISPA, l'organisation professionnelle du squash féminin.

## Palmarès

### Titres
- Championnats de Nouvelle-Zélande : 1979
- Championnats du monde par équipes : 1979
- Championnats d'Europe par équipes : 1980